# Tatra T7B5

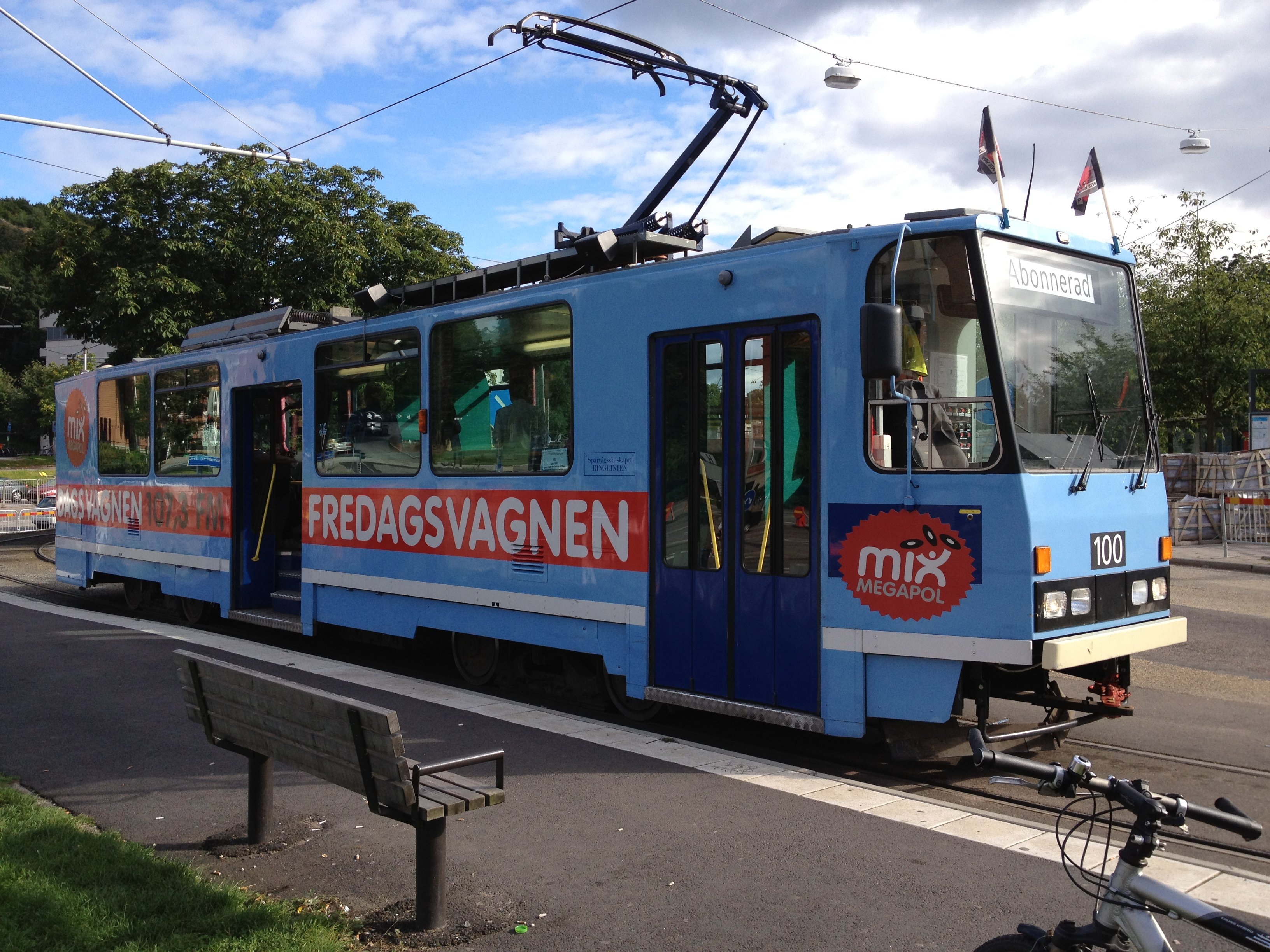
Drugi prototyp jako M30 w Göteborgu

Tatra T7B5 – typ tramwaju produkowanego w latach 1988–1993 w zakładach ČKD w Pradze w Czechosłowacji.

## Konstrukcja
T7B5 to jednoczłonowy, jednokierunkowy tramwaj, wyposażony w troje drzwi, wywodzący się z wozu Tatra T6B5. Pudło osadzone jest na dwóch dwuosiowych wózkach napędowych. Silnik wyposażono w układ tyrystorowy TV3, zamontowano także połówkowy pantograf. Wóz nie posiada niskiej podłogi. Wadą tego typu wagonu jest jego duża masa.

## Prototypy
Dwa prototypy wyprodukowane w 1988 r. były testowane początkowo w Pradze pod nr 0024 i 0025. Następnie wóz 0024 został odstawiony i ostatecznie złomowany w roku 2002, natomiast wagon 0025 został w 1991 r. przebudowany (wysokość 3450 mm, masa 19,8 ton) i sprzedany do Oslo w Norwegii, gdzie otrzymał oznaczenie SM91 i numer taborowy 200. W 1995 r. otrzymał nr 321 i eksploatowany był jako wóz wycieczkowy. W 1998 r. ze względu na brak części zamiennych został sprzedany do Göteborga w Szwecji, gdzie pod nr 100 i z oznaczeniem M30 eksploatowany jest jako wóz wycieczkowy do dziś. 
Kolejne dwa egzemplarze z 1988 r. testowane były w Moście i Litvínovie, skąd w 1989 r. zostały sprzedane do Moskwy, gdzie otrzymały numery 7001 i 7002 (od roku 1994 3321 i 3322) i rozpoczęto ich eksploatację liniową, zakończoną ostatecznie w 2004 r. W 1993 r. dostarczono do Moskwy kolejne 4 sztuki (numery 3323–3326).

## Dostawy
W latach 1988–1993 wyprodukowano 8 wagonów.
| Państwo        | Miasto/Zakład  | Typ            | Lata dostaw    | Liczba | Numery taborowe |       |
| -------------- | -------------- | -------------- | -------------- | ------ | --------------- | ----- |
| Czechosłowacja | ČKD            | T7B5           | 1989           | 1      | 0024            | [ 2 ] |
| Norwegia       | Oslo           | T7B5           | 1991           | 1      | 200             | [ 3 ] |
| Rosja          | Moskwa         | T7B5           | 1989–1993      | 6      | 7001–7006       | [ 4 ] |
| Łączna liczba: | Łączna liczba: | Łączna liczba: | Łączna liczba: | 8      |                 |       |